# Lorenzo Ferrero
Pour les articles homonymes, voir Ferrero (homonymie).
Œuvres principales
- La Conquista (2005)
- Risorgimento! (2011)

Lorenzo Ferrero (né en 1951 à Turin) est un compositeur et librettiste italien contemporain. Il a commencé à composer très jeune et il est l'auteur de plus de cent compositions, parmi lesquelles douze opéras, trois ballets, et de nombreuses pièces pour orchestre, ensembles de chambre, et instruments solo. Son langage musical est caractérisé par l'éclectisme, la polyvalence stylistique et les tendances néo-tonales.

## Biographie
Il a étudié la composition de 1969 à 1973 avec Massimo Bruni et Enore Zaffiri au Conservatoire de Turin, et la philosophie avec Gianni Vattimo et Massimo Mila à l’Université de Turin, où il a reçu un diplôme en esthétique en 1974 avec une thèse sur John Cage.
Son intérêt précoce pour la psychologie de la perception et la psychoacoustique l’ont amené en France, à l’IMEB où il a fait des recherches de musique électronique entre 1972 et 1973, à l'IRCAM à Paris, et en Allemagne, à la Musik/Dia/Licht/Film Galerie de Munich, en 1974.

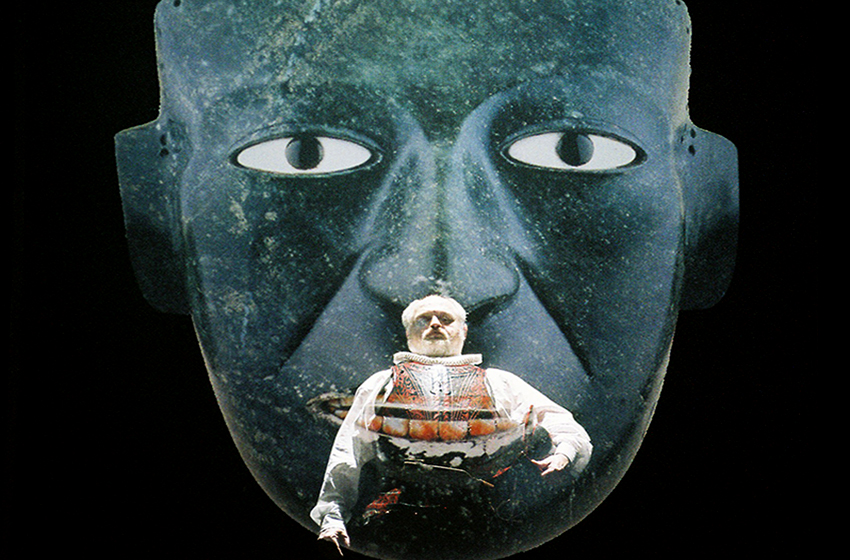
Scène de l'opéra La Conquista, 2005

Lorenzo Ferrero a reçu de nombreuses commandes de festivals et institutions, et ses œuvres sont fréquemment jouées en Europe et en Amérique du Nord, notamment en Italie, Allemagne, France, Grande-Bretagne, Espagne, Finlande, Russie, République Tchèque et États-Unis. Ses compositions les plus connues sont les opéras Marilyn, Salvatore Giuliano, Charlotte Corday, La Conquista et Risorgimento!, le premier Concerto pour piano, le Triple Concerto pour  violon, violoncelle et piano, la suite de six poèmes symphoniques La Nueva España, le cycle vocal Canzoni d'amore, Parodia, Ostinato, Glamorama Spies, Capriccio pour piano et orchestre à cordes, Tempi di quartetto pour quatuor, et le ballet Franca Florio, regina di Palermo. En 1986 il a participé au Prix Italia avec La fuga di Foscolo.  Sa musique est publiée par Casa Ricordi, Milan.
Actif en tant qu'organisateur d'événements artistiques, il a été directeur artistique du Festival Puccini à Torre del Lago (1980-1984), de l’Unione musicale de Turin (1983-1987), du Festival de Vérone (1991-1994), et de la foire-exposition Musica 2000. En 1999, il a été cofondateur et coordinateur artistique de la Fête de la musique, un festival de musique classique, jazz et musique du monde, qui s'est tenue à Milan, et quatre ans plus tard il a été directeur général du Festival de Ravello. 

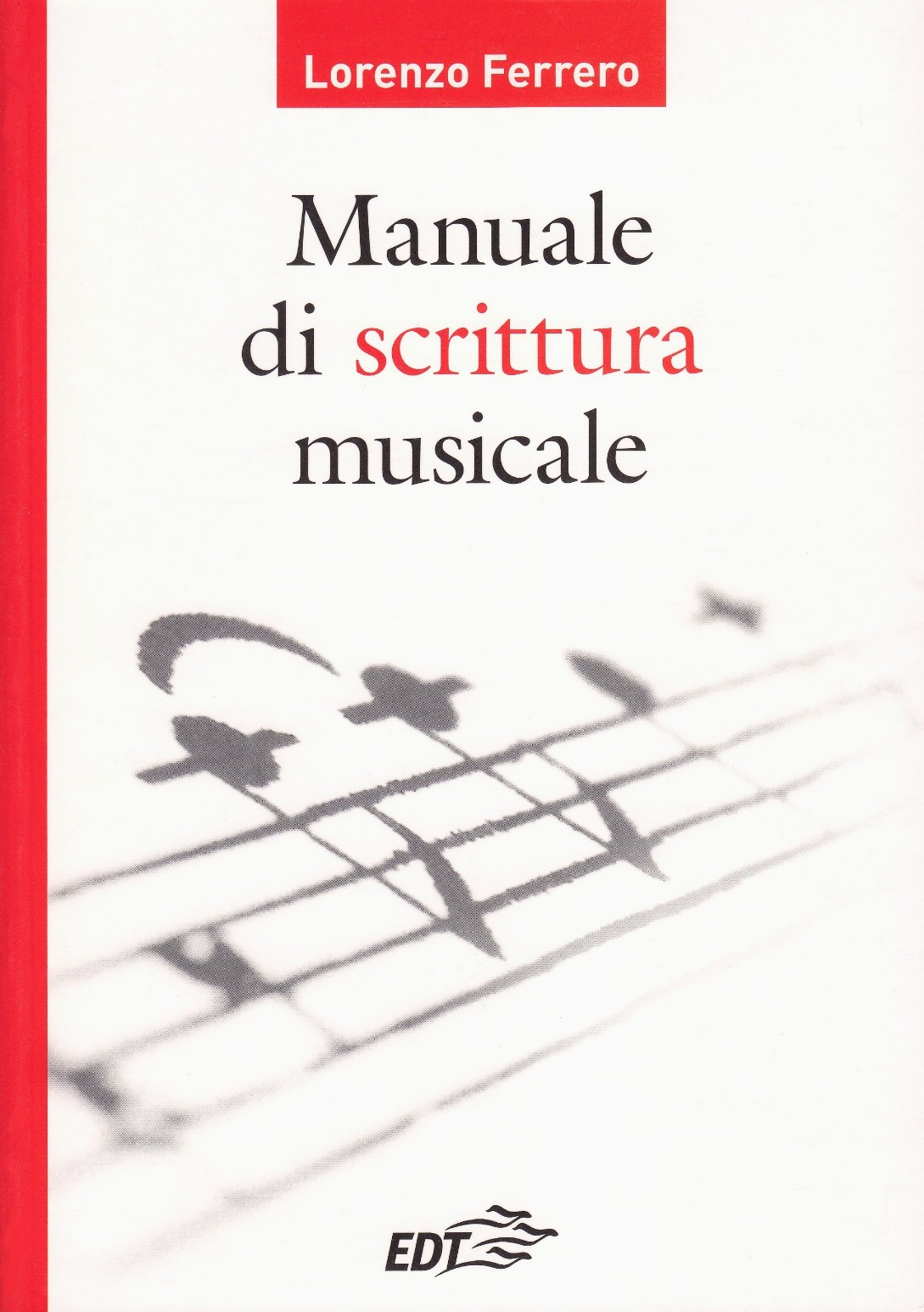

De 2007 à 2011 Ferrero a été membre du conseil d'administration et vice-président de la SIAE, la Société italienne des auteurs et éditeurs. Toujours en 2007 il a publié Manuale di scrittura musicale qui décrit les règles de base de l'écriture correcte et élégante de la musique du point de vue orthographique et graphique, ouvrage qui s'adresse à tous les compositeurs, musicologues, enseignants, étudiants et copistes ayant besoin de conseils pratiques. En 2008, il a traduit, révisé et publié Lo studio dell'orchestrazione, l'édition italienne de The Study of Orchestration de Samuel Adler, un point de référence parmi les manuels d’orchestration. 
Lorenzo Ferrero a enseigné la composition au Conservatoire de Milan de 1980 à 2016. Il a également enseigné au St. Mary's College of Maryland et à la LUISS Business School, un département de la Libera Università Internazionale degli Studi Sociali de Rome. En outre, en tant que membre de l'Union italienne des auteurs, compositeurs et librettistes, il a été cofondateur de ECSA (European Composer and Songwriter Alliance), et de 2011 à 2017 il a été président du CIAM (Conseil international des Auteurs de Musique), dont il est actuellement président d'honneur.
Il est cité dans The New Grove Dictionary of Opera comme "le compositeur d'opéra le plus brillant de sa génération en Italie" et dans The New Penguin Opera Guide comme "le chef de file des tendances néo-tonales communes à un certain nombre de compositeurs de sa génération, qui ont favorisé un théâtre musical de type narratif qui vise à atteindre un public plus large que celui atteint par les héritiers de la tradition moderniste".

## Œuvres principales
En plus des œuvres originales ci-dessous, Lorenzo Ferrero a complété l'orchestration de la troisième version de l'opéra La rondine de Giacomo Puccini, créé au Teatro Regio di Torino le 22 mars 1994. Avec un groupe de six autres compositeurs il a écrit un Requiem pour les victimes de la mafia, une composition collective pour solistes, chœur et orchestre sur un texte italien de Vincenzo Consolo. Le Requiem a été créé à la Cathédrale de Palerme le 27 mars 1993. Il a également écrit la musique pour la cérémonie d'ouverture des Championnats du monde de ski alpin 1997, y compris l'hymne officiel, de la musique de scène (entre autres pour Carmelo Bene), et une musique de film. De nombreuses vidéos de spectacles peuvent être trouvées sur YouTube. Le musicologue anglais David Osmond-Smith a décrit son style comme "une synthèse sans bornes des traditions classiques et pop [...] qui n'oublie jamais ses précurseurs du XIXe siècle".

### Œuvres lyriques
- Rimbaud, ou le Fils du soleil (1978) quasi un melodramma en trois actes. Livret de Louis-François Caude.
- Marilyn (1980) Scènes des années ‘50 en deux actes
- La figlia del mago (1981) giocodramma melodioso en deux actes
- Mare nostro (1985) opéra bouffe en deux actes
- Night (1985) opéra en un acte
- Salvatore Giuliano (1986) opéra en un acte
- Charlotte Corday (1989) opéra en trois actes
- Le Bleu-blanc-rouge et le noir (1989) opéra pour marionnettes
- La nascita di Orfeo (1996) action musicale en un acte
- La Conquista (2005) opéra en deux actes
- Le piccole storie: Ai margini delle guerre (2007) opéra de chambre en un acte
- Risorgimento! (2011) opéra en un acte

### Musique de ballet
- Invito a nozze (1978) ballet
- Lotus Eaters (1985) ballet
- Franca Florio, regina di Palermo (2007) ballet en deux actes

### Œuvres orchestrales
- Ellipse IV (Waldmusik) (1977) pour ensemble folk ad libitum
- Romanza seconda (1977) pour basson et orchestre à cordes
- Arioso (1977) pour orchestre et électronique
- Arioso II (1981) pour grand orchestre
- Balletto (1981) pour orchestre
- My Blues (1982) pour orchestre à cordes
- Thema 44 (ad honorem J. Haydn) (1982) pour petit orchestre
- Prima sinfonia (Dance Music) (1984) pour orchestre
- Ombres (1984) pour ensemble et électronique
- The Miracle (1985) suite pour orchestre
- Intermezzo notturno de Mare nostro (1985) pour petit orchestre
- Intermezzo "Portella della Ginestra" de Salvatore Giuliano (1986) pour orchestre
- Four Modern Dances (1990) pour petit orchestre
- Zaubermarsch (1990) pour petit orchestre
- Concerto pour piano et orchestre (1991)
- Paesaggio con figura (1994) pour petit orchestre
- Concerto pour violon, violoncelle, piano et orchestre (1994–95)
- Palm Beach Overture (1995) pour orchestre
- Capriccio (1996) pour piano et orchestre à cordes
- Three Baroque Buildings (1997) concertino pour basson, trompette, et orchestre à cordes
- Championship Suite (1997) pour grand orchestre
- Storie di neve (1997) musique pour la cérémonie d'ouverture des Championnats du monde de ski alpin 1997
- La Nueva España (1992–99), six poèmes symphoniques
  - La ruta de Cortés (1992)
  - La noche triste (1996)
  - Memoria del fuego (1998)
  - Presagios (1999)
  - El encuentro (1999)
  - La matanza del Templo Mayor (1999)
- Rastrelli in Saint Petersburg (2000) concertino pour hautbois et orchestre à cordes
- Two Cathedrals in the South (2001) concertino pour trompette et orchestre à cordes
- Five Easy Pieces (2002) transcription pour orchestre
- Guarini, the Master (2004) concertino pour violon et orchestre à cordes
- DEsCH (2006) pour hautbois, basson, piano et orchestre
- Quattro variazioni su un tema di Banchieri: 2 Agosto. Prima variazione (2008) pour orgue et orchestre
- Concerto pour piano et orchestre no 2 (2009)
- Fantasy Suite No. 2 (2009) pour violon et orchestre

### Musique de chambre et instrumentale
- Primavera che non vi rincresca (1971) pour bande magnétique
- Ellipse III (1974) pour 4 instruments ou ensembles
- Siglied (1975) pour orchestre de chambre
- Romanza senza parole (1976) pour ensemble de chambre
- Adagio cantabile (1977) pour ensemble de chambre
- Variazioni sulla notte (1980) pour guitare
- Respiri (1982) pour flûte et piano
- Soleils (1982) pour harpe
- Ellipse (1983) pour flûte
- Onde (1983) pour guitare
- My Rock (1985) (versions pour piano et pour big band)
- Empty Stage (1985) pour 4 clarinettes et piano
- My Blues (1986) pour flûte et piano
- Passacaglia (1986) pour flûte, clarinette, et quatuor à cordes
- Ostinato (1987) pour 6 violoncelles
- Parodia (1990) pour ensemble de chambre
- Discanto sulla musica sull'acqua di Handel (1990) pour flûte, hautbois, clarinette, clarinette basse, cor anglais et percussions
- Cadenza (1990) pour clarinette et marimba
- Musica per un paesaggio (1990) pour petit orchestre
- Movimento americano (1992) pour hautbois, clarinette, basson, et quatuor à cordes
- Ostinato (1993) version pour 2 violoncelles et cordes
- Portrait (1994) pour quatuor à cordes
- Seven Seconds (1995) pour clarinette, violon, et piano
- Shadow Lines (1995) pour flûte basse et électronique
- My Piece of Africa (1996) pour violon, alto, violoncelle, et contrebasse
- Five Easy Pieces (1997) pour flûte et piano (transcription)
- Tempi di quartetto (1996–98) pour quatuor à cordes
- Glamorama Spies (1999) pour flûte, clarinette, violon, violoncelle, et piano
- Sonata (2000) pour alto et piano
- Moonlight Sonata (2001) pour 5 percussions
- Three Baroque Buildings in a Frame (2002) pour flûte et quatuor à cordes
- Macuilli Mexihcateteouch - Five Aztec Gods (2005) pour quatuor à cordes
- Haring at the Exhibition (2005) ambient music (avec Nicola Guiducci)
- Fantasy Suite (2007) pour flûte, violoncelle et piano
- Freedom Variations (2008) pour trompette et ensemble de chambre
- Tourists and Oracles (2008) pour 11 instruments et piano à 4 mains
- Three Simple Songs (2009) pour flûte, clarinette, violon, violoncelle, et piano
- Venice 1976 (A Parody) (2013) pour flûte, clarinette, violon, violoncelle, et piano
- Country Life (2015) pour saxophone et piano
- A Night in Nashville (2015) pour saxophone et piano

### Œuvres pour piano
- Aivlys (1977)
- My Rag (1982)
- My Blues (1982)
- My Rock (1983)
- Rock my Tango (1990)
- Five Easy Pieces (1994)
- Seven Portraits of the Same Person (1996)
- Op.111 - Bagatella su Beethoven (2009)

### Œuvres pour orgue et clavecin
- Ellipse II (1975) pour clavecin/clavicorde
- A Red Wedding Dress (1998) pour orgue

### Musique chorale et vocale
- Fawn (1969/70) pour voix et synthétiseur live
- Immigrati (1969/70) pour voix et synthétiseur live
- Voyage dans la fenêtre (1973) Oratorio pour un Exil. Livret de Louis-François Caude.
- Ellipse III (1974) pour 4 voix ou chœurs
- Ghost Tantra (1975) pour voix et synthétiseur live
- Missa brevis (1975) pour 5 voix et 2 synthétiseurs live. Livret de Louis-François Caude.
- Le Néant où l'on ne peut arriver (1976) oratorio pour solistes, chœurs et orchestre
- Non parto, non resto (1987) pour chœur
- Introito, parte del Requiem per le vittime della mafia (1993) pour chœur et orchestre
- Night of the Nite (1979) aria de Marilyn pour soprano et piano
- Canzoni d'amore (1985) pour voix et ensemble de chambre
- La fuga di Foscolo (1986) pour 4 voix, récitant, et petit orchestre
- Poi andrò in America (1986) aria de Salvatore Giuliano pour voix et orchestre
- Ninna-nanna (1986) pour ténor et piano
- La Conquista (2006) suite symphonique-chorale
- Canti polacchi (2010) pour chœur et orchestre (d’après Chopin)
- Senza parole (2012) pour chœur

### Musique de scène
- Nebbia di latte (1987) pour flûtes et électronique
- La cena delle beffe (1988) musique de scène pour Carmelo Bene
- Maschere (1993) pour quatuor à cordes, pour Le Massere de Carlo Goldoni
- Lontano dagli occhi (1999) pour acteur, 1 voix, et quatuor avec piano
- Mozart a Recanati (2006) pour actrice, 1 voix, trio à cordes, clarinette et piano

### Musique de film
- Anemia (it)

### Livres et contributions à des ouvrages
- Ferrero, Lorenzo, Manuale di scrittura musicale, EDT Srl, Turin, 2007.
- Ferrero, Lorenzo, (édité par), Lo studio dell'orchestrazione, EDT Srl, Turin, 2008.
- Capellini, Lorenzo, Nascita di un'opera: Salvatore Giuliano, Nuova Alfa Editoriale, Bologne, 1987.
- Ostali, Piero, (éd.), Il Piccolo Marat: Storia e rivoluzione nel melodramma verista. Atti del terzo convegno di studi su Pietro Mascagni, Casa Musicale Sonzogno, Milan, 1990.
- Harpner, S, (éd.), Über Musiktheater: Eine Festschrift, Ricordi, Monaco, 1992.
- Donati, P, e Pacetti, E, (éds.), C'erano una volta nove oscillatori... Lo studio di fonologia della Rai di Milano nello sviluppo della nuova musica in Italia, Teche. Rome: RAI Teche; Milano: Scuole civiche di Milano, Fondazione di partecipazione, Accademia internazionale della musica, Istituto di ricerca musicale; Rome: RAI-ERI, 2002.
- Pozzi, S, (éd.), La musica sacra nelle chiese cristiane, Alfastudio, Bologne, 2002.
- Maurizi, P, (éd.), Quattordici interviste sul «nuovo teatro musicale» in Italia, Morlacchi Editore, Perugia, 2004.
- Varga, Bálint Ándras, (éd.), The Courage of Composers and the Tyranny of Taste: Reflections on New Music, Rochester: University of Rochester Press, 2017.
- Zurletti, S, (éd.), Ars nova. Ventuno compositori italiani di oggi raccontano la musica, Roma: Castelvecchi Editore, 2017.

## Discographie
| Année | Titre | Genre             | Label discographique |
| ----- | --- | ----------------- | -------------------- |
| 1991  | Lorenzo Ferrero - Concerto per pianoforte e orchestra, Parodia, Ostinato, Canzoni d'amore                                                          | Musique classique | Nuova Era            |
| 1992  | Lorenzo Ferrero - Mare nostro | Musique classique | Ricordi              |
| 1998  | Lorenzo Ferrero - Different Views: La ruta de Cortés, La noche triste, Championship Suite, Palm Beach Overture                                     | Musique classique | BMG Ricordi          |
| 1999  | Lorenzo Ferrero - Capriccio per pianoforte e archi, Concerto per violino, violoncello, pianoforte e orchestra, Concerto per pianoforte e orchestra | Musique classique | BMG Ricordi          |
| 2000  | Lorenzo Ferrero - La Nueva España | Musique classique | Naxos                |
| 2013  | Lorenzo Ferrero - Tempi di quartetto | Musique classique | Klanglogo            |
| 2020  | Lorenzo Ferrero - A Life in Waves: Four Modern Dances, Intermezzo Notturno, Parodia, Paesaggio con Figura, My Blues                                | Musique classique | Klanglogo            |
| 2021  | Lorenzo Ferrero – Baroque Revisited: Rastrelli in Saint Petersburg, Tree Baroque Buildings, Guarini, the Master, Two Cathedrals in the South       | Musique classique | Klanglogo            |

| Année | Titre                                                                        | Genre                | Label discographique         |
| ----- | ---------------------------------------------------------------------------- | -------------------- | ---------------------------- |
| 1972  | Musica Elettronica - Computer Music: Immigrati, Fawn                         | Musique électronique | Compagnia Editoriale Pianeta |
| 1972  | Les Saisons: Primavera che non vi rincresca                                  | Musique électronique | IMEB                         |
| 1976  | Steirischer Herbst - Ferrero-Neuwirth-Rühm: Le Néant où l'on ne peut arriver | Musique classique    | ORF                          |
| 1983  | Marco Fumo - Piano in Rag: My Rag                                            | Musique classique    | Fonit Cetra                  |
| 1983  | Fantasia su Roberto Fabbriciani: Ellipse                                     | Musique classique    | Philips                      |
| 1987  | Steirischer Herbst - Musikprotokoll 1987: Ostinato                           | Musique classique    | ORF                          |
| 1991  | Davide Ficco - Autori Italiani Contemporanei: Onde                           | Musique classique    | Oliphant                     |
| 1994  | Flavio Cucchi - Italian Guitar Music: Onde                                   | Musique classique    | Arc Music                    |
| 1995  | Dominique Visse - Songs for Seven Centuries: Mi palpita il cuore             | Musique classique    | King Records                 |
| 2002  | Sentieri selvaggi - Bad Blood: Glamorama Spies                               | Musique classique    | Sensible Records             |
| 2003  | Saxophone Colours - Italian & French music for saxophone and piano: My Blues | Musique classique    | Stradivarius                 |
| 2004  | L'arte del funambolo - new Italian music for saxophone & piano: My Blues     | Musique classique    | Stradivarius                 |
| 2006  | Sentieri selvaggi - AC/DC: Glamorama Spies                                   | Musique classique    | Cantaloupe Music             |
| 2009  | Ex Novo Ensemble - Ex Novo Ensemble: Three Simple Songs                      | Musique classique    | Stradivarius                 |
| 2011  | Duo Alterno - La voce contemporanea in Italia: Canzoni d'amore               | Musique classique    | Stradivarius                 |
| 2012  | Alberto Mesirca - ALBORADA Musica di autori italiani contemporanei: Onde     | Musique classique    | dotGuitar.It                 |
| 2017  | Mimmo Malandra - NOVOSAX Great Composers for Mimmo: Country Life             | Musique classique    | Sterling Records             |

| Année | Titre | Genre                | Label discographique |
| ----- | --- | -------------------- | -------------------- |
| 1982  | Zeitgenössische Musik in der Bundesrepublik Deutschland, 1970-80: Glas-Spiele (en tant qu'interprète)                                            | Musique électronique | Harmonia mundi       |
| 1986  | Josef Anton Riedl - Klangfelder: Klangsynchronie II, Reaktion auf Komposition für Elektronische Klänge Nr. 2, Epiphyt II (en tant qu'interprète) | Musique électronique | Loft                 |
| 2009  | Josef Anton Riedl - Klangregionen 1951-2007: Mix Fontana Mix, Klangsynchronie I (en tant qu'interprète)                                          | Musique électronique | Édition RZ           |
| 2010  | Josef Anton Riedl - vielleicht-perhaps-peut-être: Glas-Spiele (en tant qu'interprète)                                                            | Musique électronique | Neos                 |

| Année | Titre | Genre          | Label discographique |
| ----- | --- | -------------- | -------------------- |
| 1995  | Christmas in Vienna III: Hark! The Herald Angels Sing, Noël d'autrefois, When A Child is Born, Carol of the Bells, The Twelve Days of Christmas, Kumbayah, and A Very Private Christmas - arrangements de Lorenzo Ferrero | Chants de Noël | Sony Classical       |
| 1997  | A Tenors Christmas: A Very Private Christmas - arrangement de Lorenzo Ferrero | Chants de Noël | Sony Classical       |
| 1997  | Plácido Domingo - The Domingo Collection: The Student Prince: I'll walk with God - arrangement de Lorenzo Ferrero | Chants de Noël | Sony Classical       |
| 1998  | The Best of Christmas in Vienna: Noël d'autrefois, When a Child is Born, Carol of the Bells, The Twelve Days of Christmas, Kumbayah - arrangements de Lorenzo Ferrero                                                     | Chants de Noël | Sony Classical       |
| 1998  | I'll be Home for Christmas: Hark! The Herald Angels Sing, A Very Private Christmas, The Twelve Days of Christmas, Kumbayah - arrangements de Lorenzo Ferrero                                                              | Chants de Noël | Sony Classical       |
| 2000  | Christmas All Over The World: Hark! The Herald Angels Sing - arrangement de Lorenzo Ferrero | Chants de Noël | Sony Classical       |
| 2006  | Weihnachtszeit mit Holger Wemhoff: Hark! The Herald Angels Sing, When a Child is Born - arrangements de Lorenzo Ferrero                                                                                                   | Chants de Noël |                      |